# Deveselu

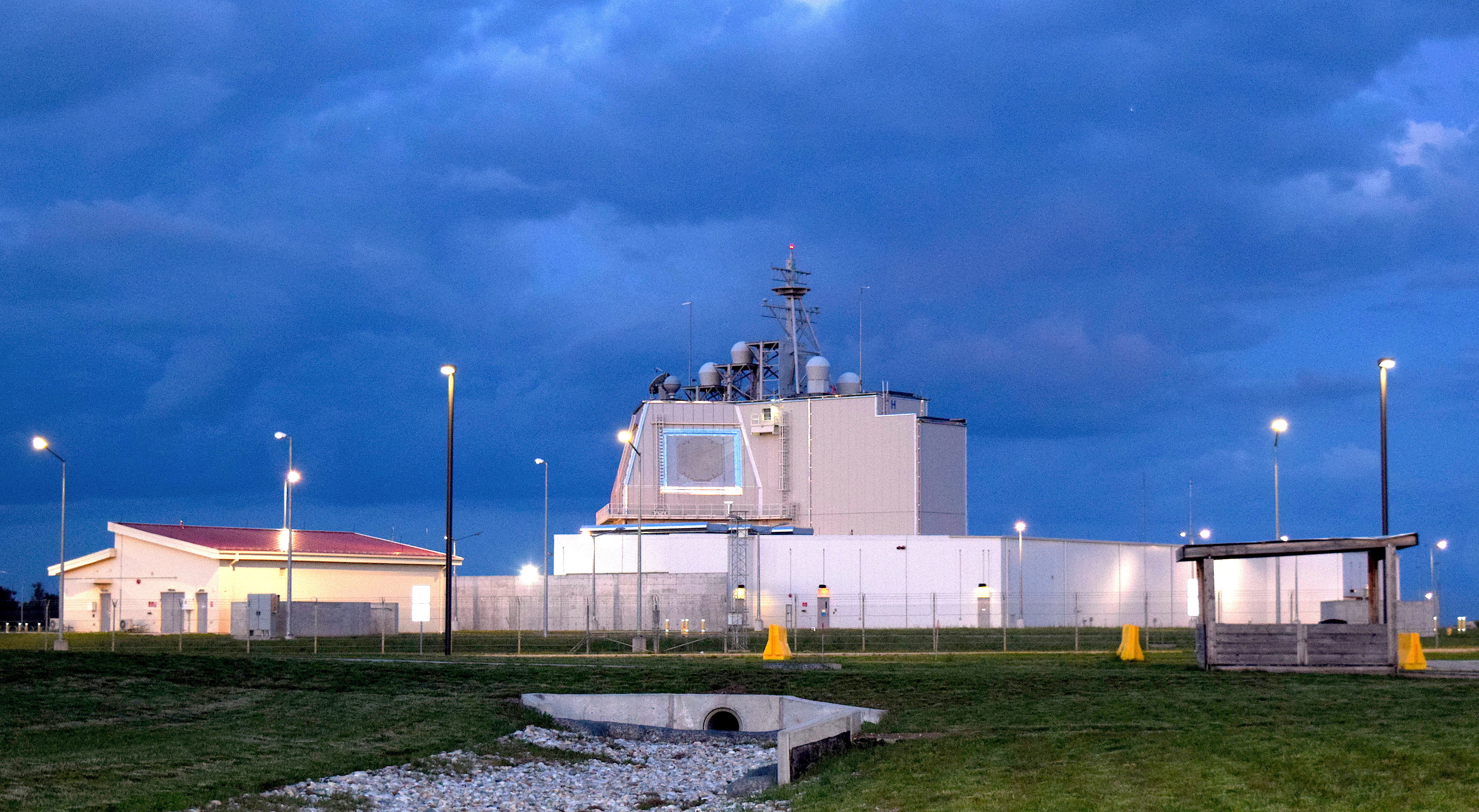
The Aegis Ashore Missile Defense Complex Romania.

Deveselu là một xã thuộc hạt Olt, România. Dân số thời điểm năm 2002 là 3368 người.